# Pedra Badejo
Pedra Badejo és una vila a l'est de l'illa de Santiago, a l'arxipèlag de Cap Verd. Està situada a 25 quilòmetres al nord de Praia. És la seu del municipi de Santa Cruz i tenia 9.859 habitants el 2010. La ciutat va rebre el nom de Santiago Maior fins 1975. Aquest nom encara és comú avi dia.
Hi ha un munt de botigues al carrer principal i al mercat, on hi ha un monument a un músic local. Molts excursionistes de Praia visiten la platja prop del centre de la ciutat. L'antic centre de salut a prop de la platja es va transformar en un hotel.
A l'àrea hi ha llacunes, les llacunes de Pedra Badejo, que formen part de l'IBA llacunes Pedra Badejo.

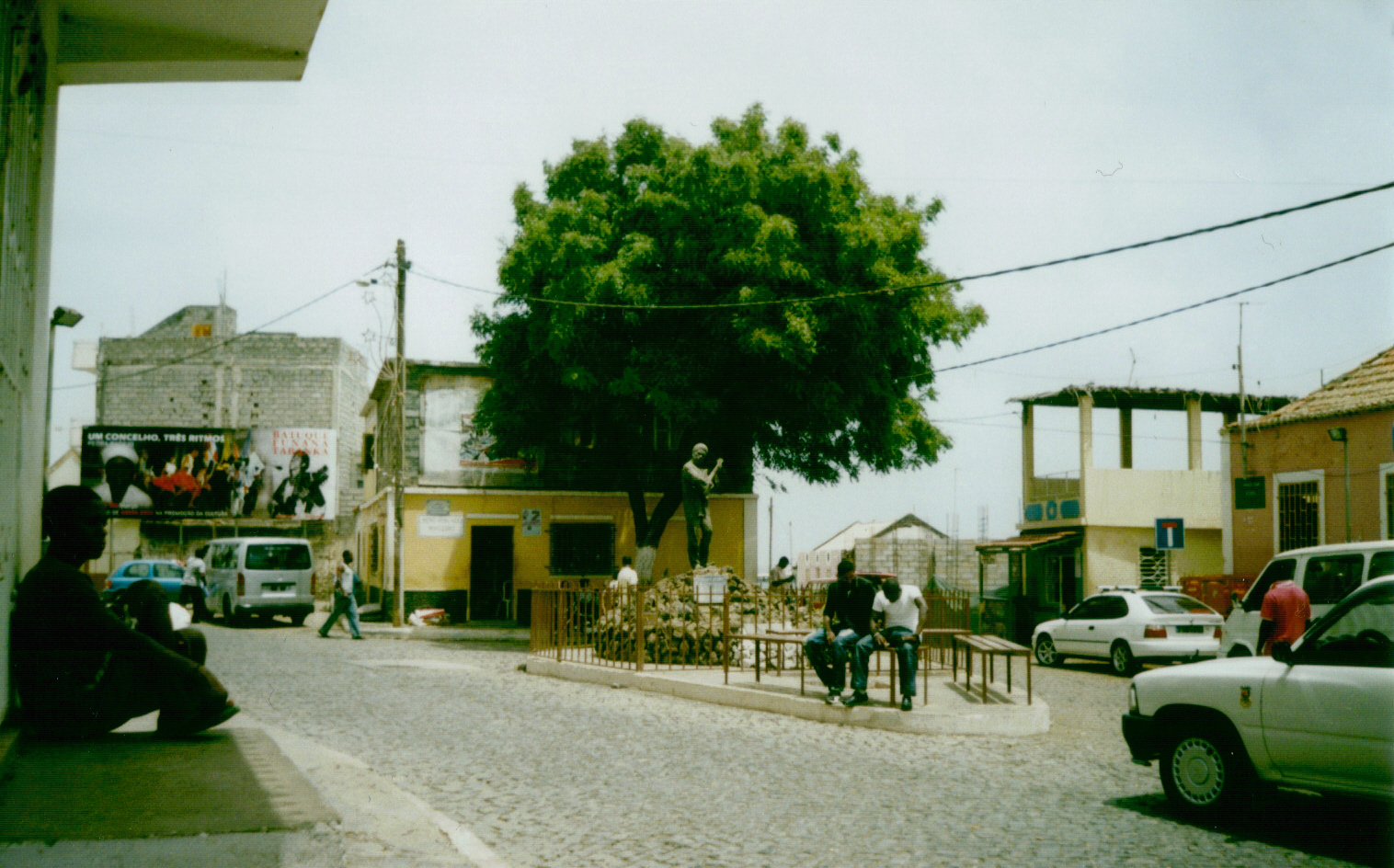
Mercat i monument

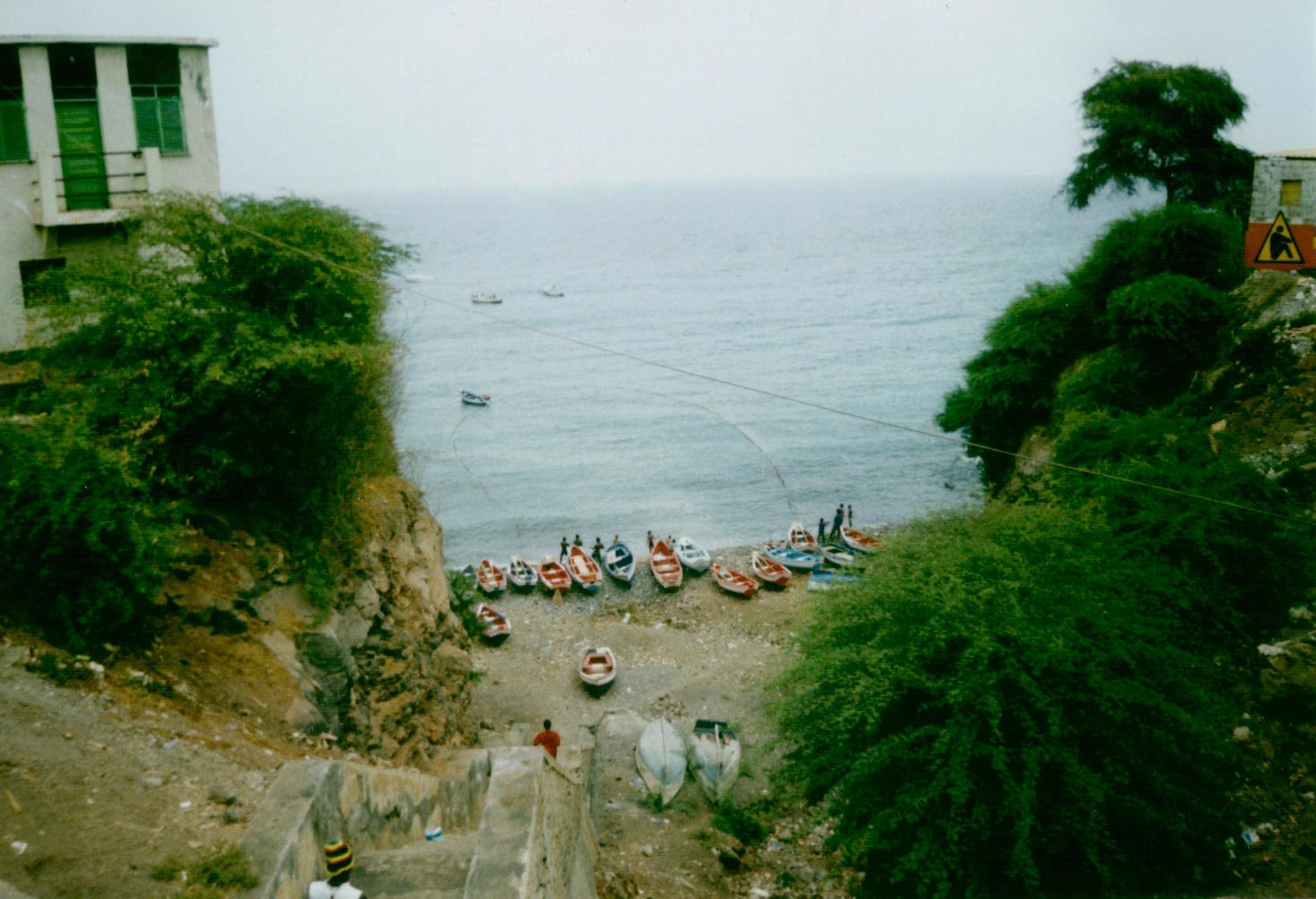
Vista del port

## Demografia
| Any  | Població |
| ---- | -------- |
| 1990 | 5.302    |
| 2000 | 8.492    |
| 2010 | 9.859    |

## Agermanaments
- Leibnitz, Àustria, des de 1983.
- Aveiro, Portugal.